# Gabbioneta-Binanuova
Gabbioneta-Binanuova – miejscowość i gmina we Włoszech, w regionie Lombardia, w prowincji Cremona.
Według danych na rok 2004 gminę zamieszkiwało 968 osób, 64,5 os./km².